# كريستيان جوميس
كريستيان جوميس (بالفرنسية: Christian Gomis)‏ هو لاعب كرة قدم فرنسي، ولد في 25 أغسطس 1998 في داكار في السنغال.

## وصلات خارجية
- كريستيان جوميس على موقع قاعدة بيانات كرة القدم.إي يو (الإنجليزية)
- كريستيان جوميس على موقع Soccerway.com (الإنجليزية)
- كريستيان جوميس على موقع عالم كرة القدم.نت (الإنجليزية)